# Dark Horizons
Dark Horizons este un site web australian de informații din lumea filmului deținut de Garth Franklin din Sydney.  Dark Horizons este dedicat prezentării unor știri, interviuri, zvonuri și recenzii ale unor viitoare filme și proiecte de televiziune sau aflate în pragul premierei. Inițial aproape toate informațiile erau legate de filme științifico-fantastice, dar în prezent siteul acoperă mai multe genuri. Accentul major rămâne pe superproducții ale unor studiouri majore, în detrimentul filmelor independente.
Site-ul a fost lansat la 10 ianuarie 1997 și a fost nominalizat la premiul Webby pentru film în 1999.

## Interviuri
- "Garth Franklin de la Dark Horizons" Arhivat în 13 februarie 2007, la Wayback Machine.
- Interviu cu Garth Franklin de DarkSavant
- The DVD Newsroom Survey with Garth Franklin of Dark Horizons by Suki Jonze

## Legături externe
- Darkhorizons.com